# Very Large Array

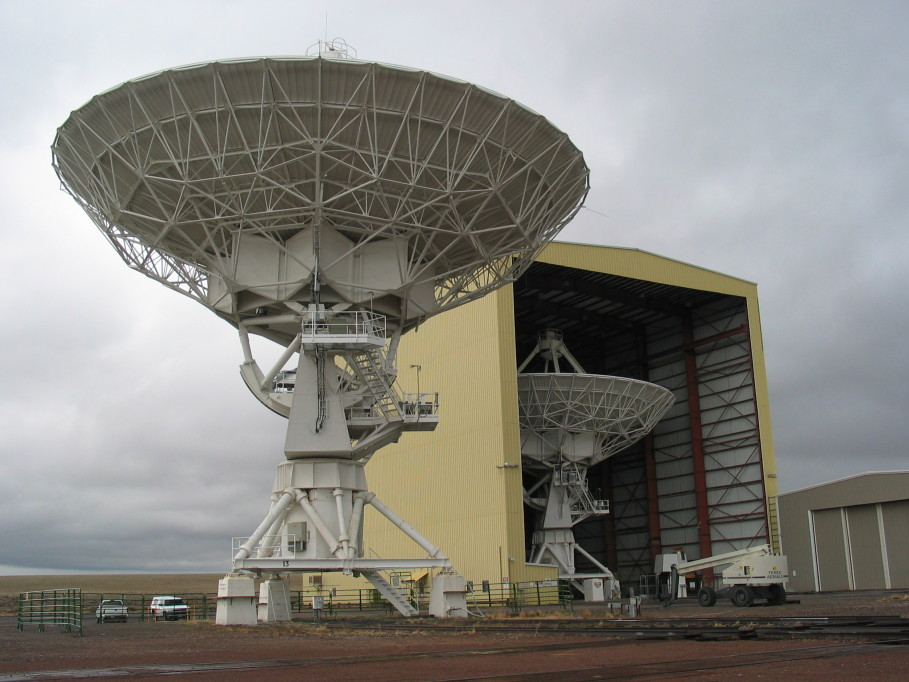

VLA (Very Large Array (рус. Очень Большая Антенная Решётка, Сверхбольшая Антенная Решётка) — 27 радиотелескопов в штате Нью-Мексико (США), работающих как единая многовибраторная сложная антенна — антенная решётка.
Антенны радиотелескопов имеют 25 метров в диаметре. Их общая разрешающая способность за счёт разнесения антенн по большой территории эквивалентна антенне диаметром 36 километров и составляет от 0,2 до 0,04 секунд дуги.
VLA использовался для поисков воды на Меркурии, микроквазаров, радио-корон вокруг звёзд и многих других исследований.

## В культуре
- В мае 1993 года британская рок-группа Dire Straits выпустила альбом On the Night, на его обложке изображены радиотелескопы VLA.
- Действия фильмов «Прибытие» (1996) и «Контакт» (1997) частично разворачиваются на VLA.
- Группа Carbon Based Lifeforms выпустила альбом в стиле дроун-эмбиент под названием VLA.
- В 2002 году американская группа Bon Jovi сняла на VLA музыкальное видео для своего сингла «Everyday[англ.]», из альбома Bounce[англ.]. Обложкой этого альбома стало изображение одного из радаров VLA на фоне молнии.